# Люббек
Люббек — коммуна, расположенная в бельгийской провинции Фламандский Брабант в регионе Фландрия. Коммуна включает города Бинком, Линден, Люббек и Пелленберг. По состоянию на 1 января 2006 г. население Люббека составляло 13 660 человек. Площадь коммуны составляет 46,13 км², что дает плотность населения в 296 человек на км².